# Penjapyx
Penjapyx es un género de Diplura en la familia Japygidae.

## Especies
- Penjapyx altus Smith, 1962
- Penjapyx castrii González & Smith, 1964